# Алушта
Алу́шта (укр. Алу́шта, крымскотат. Aluşta, Алушта) — город-курорт на южном берегу Крыма. Административный центр Алуштинского горсовета, так называемой Большой Алушты. В 2014 году Крым был захвачен и аннексирован Россией, включая Алушту. Россия организовала здесь городской округ Алушта.

## География

### Климат
Город расположен в крымском субсредиземноморском экорегионе, поэтому климат Алушты субтропический средиземноморского типа. Очень похож по температуре на климат Ялты с апреля по сентябрь, но немного холоднее (в среднем на 0,5 °C) с октября по март. Алуштинский курорт имеет 2 перевала (Кебит-богаз и Ангарский перевал), благодаря которым постоянно происходит перемещение воздушных масс с равнин полуострова к морю и обратно. В связи с этим климат характеризуется жарким летом и мягкой зимой, а также сравнительной сухостью, бо́льшая часть осадков выпадает с ноября по март. Средняя влажность воздуха 72 %.
Среднегодовая температура воздуха +12,0 °C, но за последние 20 лет составляет +14,1 °C. Средняя температура самого холодного месяца (январь) составляет +4,1 °C, а самого тёплого месяца (август) составляет +26,2 °C. Общая продолжительность солнечного сияния составляет 2321 час в год. Температура воды даже в самый холодный период не снижается ниже +8 °C. Купальный сезон — с мая по октябрь. В эти месяцы температура воды не ниже +17 °C. Самое тёплое море бывает с июля по сентябрь, когда температура воды достигает +22…+27 °C. Летом штормы редки и кратковременны.
Несмотря на небольшую разницу с Ялтой по средней температуре, в зимний период времени в Алуште был зафиксирован (за всё время наблюдений) мороз в −18,3 °C (в то время как в Ялте никогда не было ниже −12,3 °C), а минимальная температура в году в среднем на 3 °C ниже (высота перевалов всего 590—752 метра, а высота гор в Ялте почти на 750 метров выше, что и даёт такую разницу), то есть по зоне морозостойкости USDA Алушта держится только в зоне 8а. В результате этого такие показатели достаточны для роста без укрытия пальм Трахикарпус Форчуна, Трахикарпус Вагнера и Сабаль Малый, но опасны для пальм Вашингтония нитеносная, Вашингтония крепкая, Юбея Чилийская, Финик Теофраста, Хамеропс, Бутия Головчатая.
Среднегодовая скорость ветра в Алуште 4 м/с (а в Ялте 2 м/с) — именно поэтому сформировалось устойчивое выражение, что «по ощущению зимой в Алуште на 3 градуса холоднее, чем в Ялте».
Обилие солнца, свежий воздух, тёплое море и живописные горы — вот важные составляющие, делающие Алушту прекрасным климатическим курортом. Знаменитый врач Боткин писал: «Алушта здоровее Ялты, там во время летней жары воздух непрерывно обновляется тягою через горные проходы по сторонам Чатыр-Дага».
| Показатель                    | Янв. | Фев. | Март | Апр. | Май  | Июнь | Июль | Авг. | Сен. | Окт. | Нояб. | Дек. | Год  |
| ----------------------------- | ---- | ---- | ---- | ---- | ---- | ---- | ---- | ---- | ---- | ---- | ----- | ---- | ---- |
| Средний суточный максимум, °C | 6,9  | 7,1  | 9,9  | 14,6 | 20,8 | 25,6 | 28,8 | 29,8 | 24,7 | 17,6 | 12,8  | 9,3  | 17,2 |
| Средняя температура, °C       | 4,1  | 4,3  | 7,0  | 11,7 | 17,4 | 22,5 | 25,3 | 26,2 | 20,7 | 14,6 | 9,7   | 6,8  | 14,0 |
| Средний суточный минимум, °C  | 2,1  | 2,1  | 4,4  | 8,7  | 13,9 | 19,0 | 21,7 | 22,5 | 17,2 | 11,8 | 7,4   | 4,9  | 11,2 |
| Норма осадков, мм             | 53   | 42   | 30   | 22   | 28   | 34   | 30   | 24   | 26   | 38   | 46    | 54   | 427  |

## История

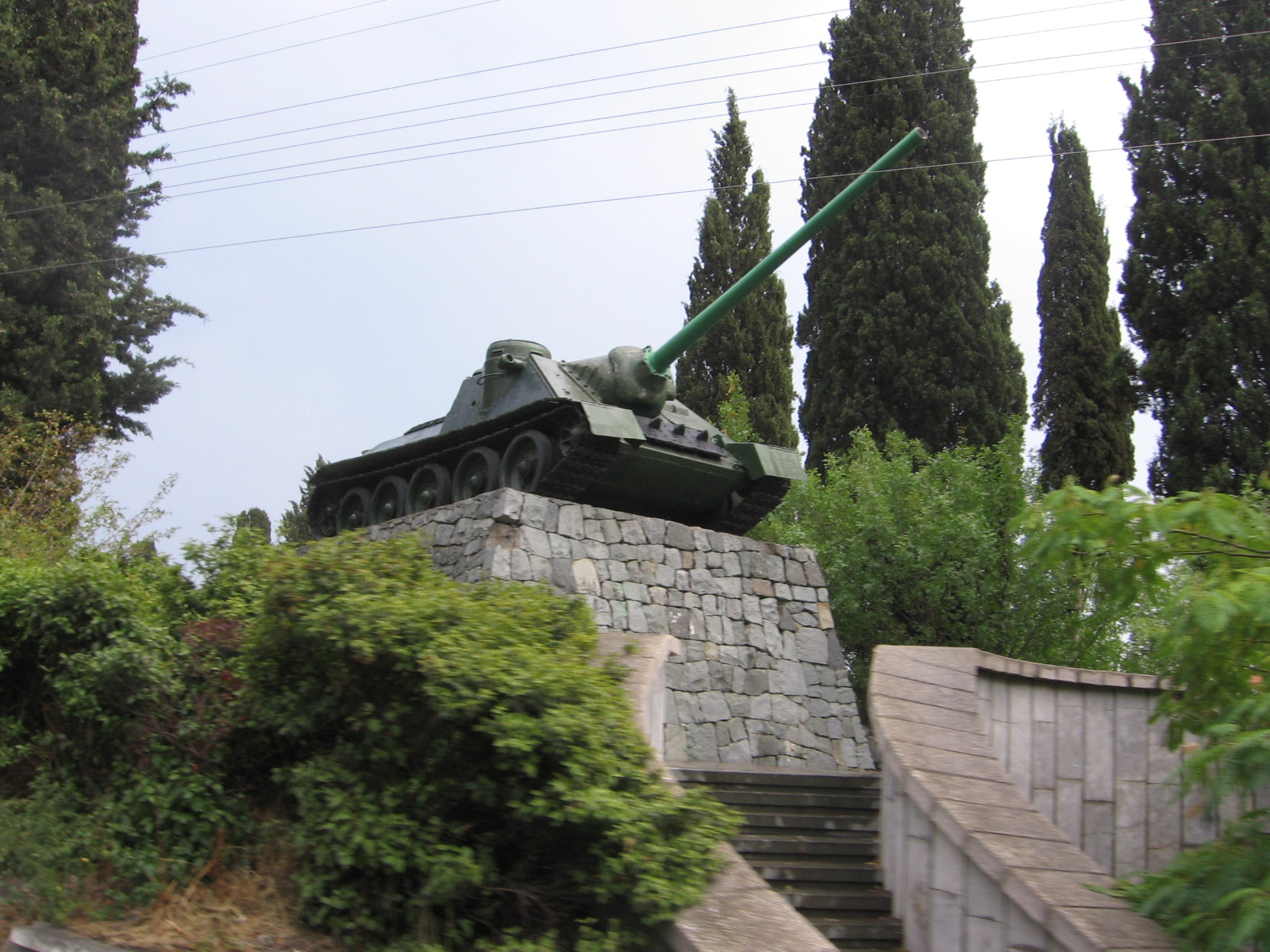
Памятник освободителям Алушты

Памятник Крымским партизанам на 5-м километре шоссе Алушта-Ялта. Торжественно открыт 4 ноября 1981 года. Скульптор Ф. И. Алещенков, архитектор И. Т. Семеняка.

Алушта, по одной из версий, происходит от греческого αλυσίδα [алюсида], то есть цепь.
Крепость Алустон была построена по приказу императора Юстиниана I в VI веке. На протяжении средних веков Алуста была значимым береговым опорным пунктом для всех государств, владевших Южным берегом Крыма: Римской (Византийской) империи, Хазарского каганата, княжества Феодоро.
В период правления генуэзцев Алушта — один из укреплённых пунктов капитанства Готия (так называлась часть генуэзских владений в Крыму, простиравшаяся на запад до Фори). Крепость стала яблоком раздора генуэзцев и княжества Феодоро, так как наряду с Ялтой и Гурзуфом имела оборудованную византийцами пристань. Византийская крепость была сильно повреждена монголами в 1278 году. Её восстановление генуэзцами началось в начале 1420-х годов, в период обострения отношений с княжеством Феодоро, а в 1460-х годах крепость перестроили полностью. Владелец Лусты Дербиберди, скорее всего, был местным феодалом, находившимся на службе у генуэзцев, в то же время являясь и вассалом Феодоро — А. Л. Бертье-Делагард определял его статус как «двуподданство». До сегодняшнего дня сохранилась лишь две башни средневековой крепости.
После завоевания Южного побережья Крыма османами, Алушта входила в состав Судакского кадылыка. Она потеряла своё военно-морское значение, став, как и Ялта с Гурзуфом, заурядной приморской деревенькой. Тем не менее в кульминационный момент разгоревшейся борьбы за Крым между Россией и Турцией именно Алушта стала местом высадки турецкой армии, ставившей целью вытеснить с полуострова русские войска. Янычарский костяк этого десанта был разбит оперативным корпусом В. П. Мусина-Пушкина возле деревни Шума севернее Алушты. При этом отличился, но был тяжело ранен подполковник М. И. Кутузов, командовавший наносившим главный удар гренадерским батальоном Московского легиона.
После присоединения Крыма к Российской империи и образования Таврической губернии Алушта стала центром волости Симферопольского, а затем Ялтинского уездов. Южный берег Крыма развивается заботами новороссийского и бессарабского генерал-губернатора графа М. С. Воронцова. В 1833 году Николай I высочайше утверждает проект большого храма, автором которого стал одесский архитектор Г. И. Торичелли. Храм во имя всех Крымских святых и Феодора Стратилата был построен и освящён в 1842 году.
В конце XIX — начале XX века Алушта стала приобретать популярность как курорт и в 1902 году получила статус города.
В то же время стало развиваться курортное предместье Алушты, входящее сегодня в состав города и называемое Профессорский уголок. Первоначально местность называлась Тырнак или Тернак (крымскотат. tırnaq — ноготь), затем получило название Профессорский уголок, затем Рабочий уголок (с 1920 года), и наконец снова Профессорский уголок. В 1886 году после ухода в отставку в своём особняке в Кастели-Приморском поселился известный российский геолог и преподаватель Н. А. Головкинский. После того, как рядом начали строить свои дачи многие видные учёные, Профессорский уголок стал местом, где отдыхали, работали и жили: профессора Д. И. Тихомиров, А. Е. Голубев, А. И. Кирпичников, академик архитектуры А. И. Бекетов. Долгие годы здесь жила первая русская женщина-врач Н. П. Суслова. По её инициативе в Профессорском уголке открылась бесплатная школа для деревенских детей. Н. А. Головкинскому и Н. П. Сусловой в селе Лазурное, у подножия горы Кастель, установлены памятники. С Рабочим уголком была связана жизнь русского писателя С. Н. Сергеева-Ценского. Тут приобрёл также дом писатель И. С. Шмелёв.
После потери Перекопа и Ишуньских позиций часть советских войск отступала прямо на Севастополь, часть, будучи отрезана, отступала через Алушту и Ялту по Южнобережному шоссе. К 4 ноября передовые немецкие и румынские части подавили сопротивление заслонов и заняли город. В ходе отхода от Судака по Южному берегу части 48-й ОКД совместно с остатками 294-го и 297-го полков 184-й СД вступили в бой 4 и 5 ноября 1941 года с противником в районе Алушты, даже занимали город, но прорваться не смогли и отошли в горы.
Сильный ущерб городу причинила немецкая оккупация, длившаяся с 4 ноября 1941 по 15 апреля 1944. В окрестных горах и лесах Крымского заповедника сражался Алуштинский партизанский отряд Южного соединения партизан Крыма, почти весь его первоначальный состав погиб в боях. Более 500 жителей Алушты погибло от рук оккупантов, 231 человек был угнан на работы в Германию. Ещё больше город обезлюдел после депортации крымских татар 18 мая 1944 года. В Алуште имеются памятники, посвящённые военным событиям.
В послевоенные годы Алушта развивалась как приморский курорт, было построено много новых пансионатов и домов отдыха. В окрестностях снимались советские фильмы «Кавказская пленница», «Сердца трёх», «Корабли штурмуют бастионы» и другие.
Для чествования граждан за особые заслуги перед городским сообществом, за выдающиеся достижения и высокое профессиональное мастерство в области развития науки, здравоохранения, образования, культуры, искусства, спорта, политической, экономической, благотворительной и иных сферах деятельности в 1966 году было учреждено звание Почётный гражданин города Алушта. В настоящее время званием награждены 29 человек.

## Население
| 1805    | 1849    | 1864    | 1887    | 1897    | 1926    | 1939    | 1959    | 1970    |
| ------- | ------- | ------- | ------- | ------- | ------- | ------- | ------- | ------- |
| 208     | ↗429    | ↗763    | ↗1172   | ↗2182   | ↗4800   | ↗9595   | ↗13 193 | ↗22 016 |
| 1979    | 1989    | 1992    | 1998    | 2001    | 2003    | 2004    | 2005    | 2006    |
| ↗28 547 | ↗36 413 | ↗38 200 | ↘35 900 | ↘31 440 | ↘30 744 | ↘30 493 | ↘30 205 | ↘29 913 |
| 2007    | 2008    | 2009    | 2010    | 2011    | 2012    | 2013    | 2014    | 2015    |
| ↘29 775 | ↘29 504 | ↘29 303 | ↘29 191 | ↘28 919 | ↘28 642 | ↘28 418 | ↗29 078 | ↗29 201 |
| 2016    | 2017    | 2018    | 2019    | 2020    | 2021    |         |         |         |
| ↗29 586 | ↗29 668 | ↗29 869 | ↗29 963 | ↗30 088 | ↗31 364 |         |         |         |

На 1 января 2025 года по численности населения город находился на 499-м месте из 1124 городов Российской Федерации.
Национальный состав
8 апреля 1783 год — около 200 человек (29 с духовным саном) все русские
1805 год — 208 чел. (все крымские татары)
1897 год — 2182 чел. (1 568 крымских татар)
1926 год — 4800 чел. (2 070 крымских татар, 1 450 русских, 480 украинцев, 270 евреев, 250 греков, 30 немцев, 20 армян, 10 болгар)
По данным переписи населения 2014 года, национальный состав населения города выглядел следующим образом:
| национальность  | всего, чел. | % от все- го | % от указав- ших |
| --------------- | ----------- | ------------ | ---------------- |
| указали         | 26490       | 91,10 %      | 100,00 %         |
| русские         | 19820       | 68,16 %      | 74,82 %          |
| украинцы        | 4647        | 15,98 %      | 17,54 %          |
| крымские татары | 770         | 2,65 %       | 2,91 %           |
| белорусы        | 300         | 1,03 %       | 1,13 %           |
| татары          | 240         | 0,83 %       | 0,91 %           |
| армяне          | 202         | 0,69 %       | 0,76 %           |
| азербайджанцы   | 70          | 0,24 %       | 0,26 %           |
| греки           | 65          | 0,22 %       | 0,25 %           |
| грузины         | 36          | 0,12 %       | 0,14 %           |
| узбеки          | 34          | 0,12 %       | 0,13 %           |
| молдаване       | 31          | 0,11 %       | 0,12 %           |
| евреи           | 30          | 0,10 %       | 0,11 %           |
| поляки          | 27          | 0,09 %       | 0,10 %           |
| немцы           | 23          | 0,08 %       | 0,09 %           |
| болгары         | 25          | 0,09 %       | 0,09 %           |
| другие          | 170         | 0,58 %       | 0,64 %           |
| не указали      | 2588        | 8,90 %       |                  |
| всего           | 29078       | 100,00 %     |                  |

## Экономика

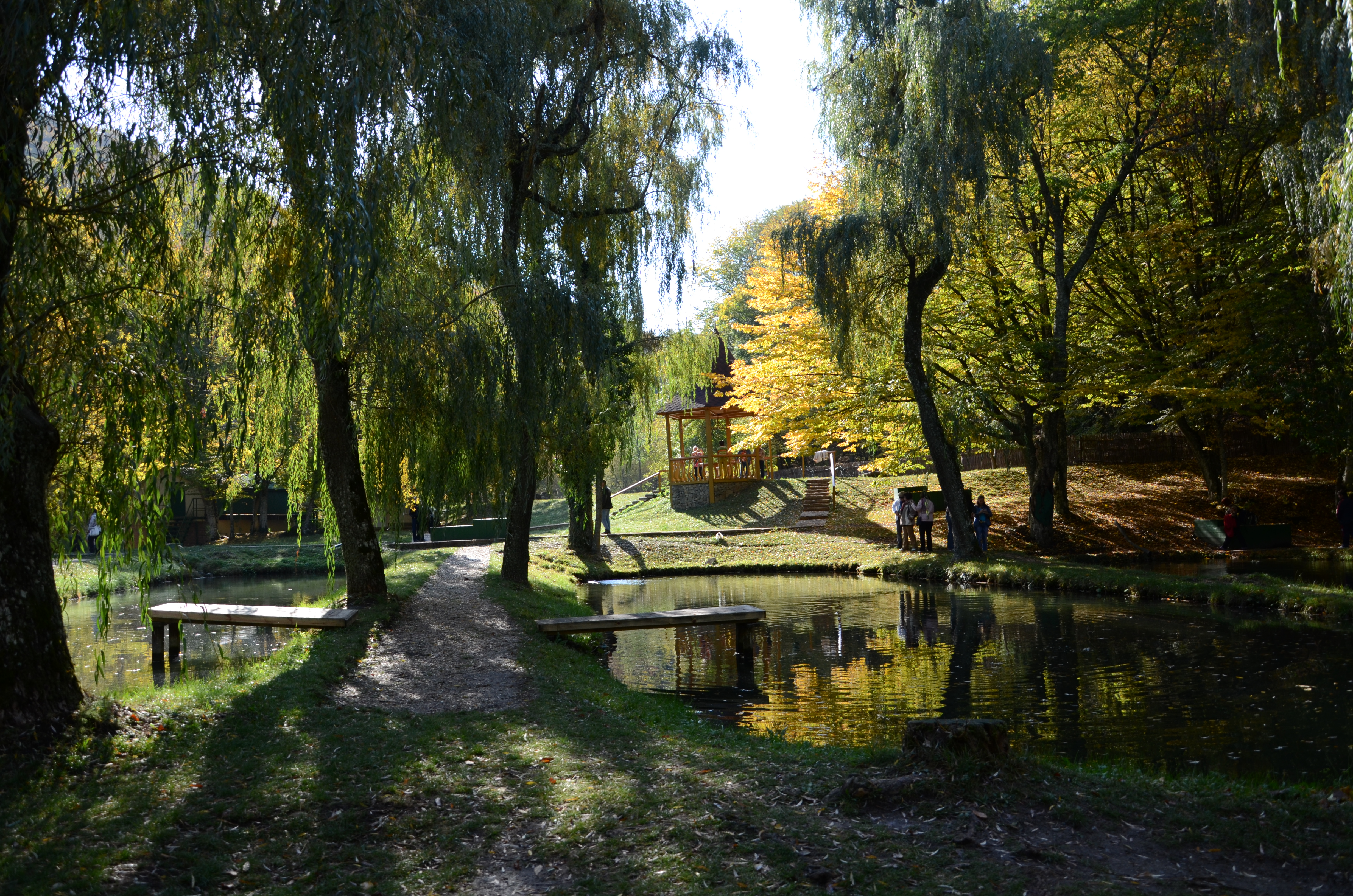
Одно из красивейших мест Крыма — Алуштинский заповедник

В Алуште расположен завод железобетонных конструкций, молокозавод. Также в городе расположено винодельческое предприятие ГП «Алушта», входящее в состав ФГУП «Массандра», которое производит более 20 популярных марок вин. Промышленность носит обслуживающий характер, основные доходы горожан и приезжающих летом на заработок жителей других регионов Крыма связаны с туристами, которые приезжают в Алушту не только для отдыха, но и для лечения в местных санаториях.
Имеется гослесхоз, государственное охотничье хозяйство.

### Санатории
- Санаторий «Алушта» (ул. Глазкрицкого, 8)
- Санаторий «Алуштинский» (ул. Октябрьская, 16)
- Санаторий «Морской уголок» (ул. Набережная, 6)
- Санаторий «Лес» (ул. Глазкрицкого, 17)
- Санаторий «Киев» (Комсомольская площадь, 20)
- Санаторий «Крым» (посёлок Партенит, ул. Санаторная, 1)
- Санаторий «Рабочий Уголок» (ул. Набережная, 6)
- Санаторий «Славутич» (ул. Красноармейская, 20)
- Санаторий «Утёс» (посёлок Утёс, ул. Княгини Гагариной, 5)

### Транспорт
С 1959 года действует междугородняя троллейбусная линия Симферополь — Алушта, которая в 1961 году продлена до Ялты. В городе есть пристань, троллейбусный и автобусный вокзалы. Городской транспорт представлен внутригородскими маршрутами троллейбусов, автобусов, маршрутных такси, такси.

Автовокзал
Фасад здания вокзала
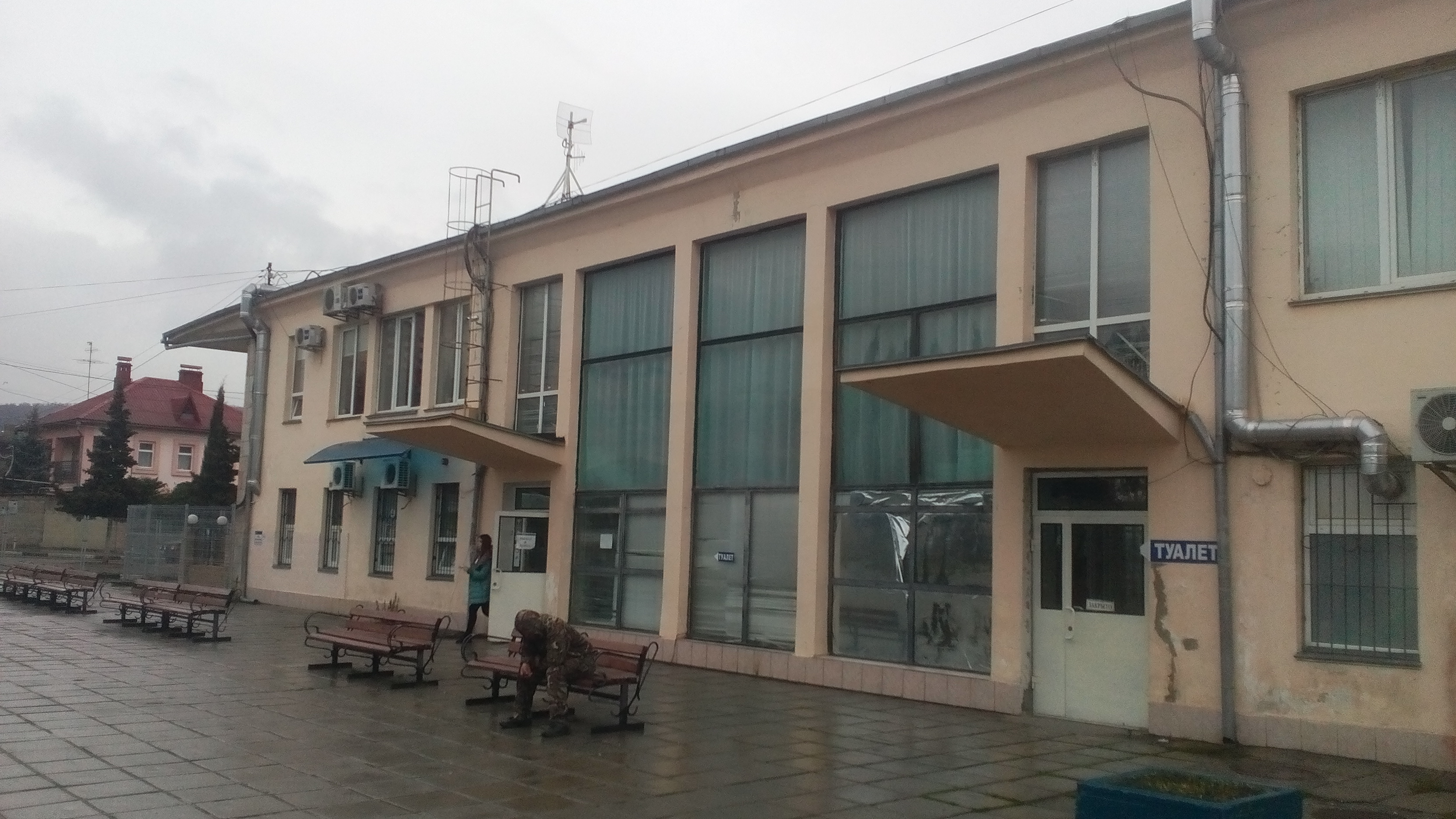
Вид со стороны перрона

### Связь
Связь в городе представлена компаниями «Крымтелеком» (стационарная телефонная связь, мобильная связь, интернет), а также мобильными операторами «К-Телеком» (работающим под торговой маркой «WinMobile»), и «Волна Мобайл» (КТК-Телеком, сеть 25060).
Существует проект «Wi-Fi-набережная» — доступ к сети Интернет без платы на территории городской набережной (от переговорного пункта до памятника погибшему правительству Тавриды).

### СМИ и телевидение
Телевидение:
- ТРК «555»
- ТРК «АТВ»
- 1-й мультиплекс цифрового телевидения (Первый канал, Россия 1, Матч ТВ, НТВ, Пятый канал, Россия К, Россия 24, Карусель, ОТР, ТВ Центр) — 30 твк
- 2-й мультиплекс цифрового телевидения (РЕН ТВ, Спас, СТС, Домашний, ТВ-3, Пятница!, Звезда, Мир, ТНТ, Муз-ТВ) — 32 твк
- Крым 1 — 5 твк
- 3-й мультиплекс цифрового телевидения (региональный) (Первый Крымский (Крым 1), Мир 24, СТВ, Москва 24, Крым 24, Миллет)

| Радио: Печатные и интернет-издания: - Газета «Алуштинский вестник» - Газета «Южный берег» - Газета «Зеркало Алушты» - Газета «Твоя газета» - Газета «РА „Наше Дело“» - Интернет-издание «Алушта 24» - Интернет-издание «Алушта онлайн» - Газета «Сеть Инфо» - Газета «Дело-плюс» |

## Социально-гуманитарная сфера
На территории города находятся Крымская горно-лесная научно-исследовательская станция в структуре Крымского федерального университета имени В. И. Вернадского. На территории Алушты есть 13 учебных заведений: общеобразовательные, музыкальные и художественные школы, ПТУ, консультационные центры национальных университетов страны. Медицинское обслуживание осуществляют городская больница с 7 отделениями, 3 поликлиники, в частности зубопротезная, и женская консультация. Есть 3 библиотеки и 2 кинотеатра.
(ПТУ был переименован в филиал крымского республиканского профессионально-технического учебного заведения «Симферопольское высшее профессиональное училище ресторанного сервиса и туризма»).

## Достопримечательности

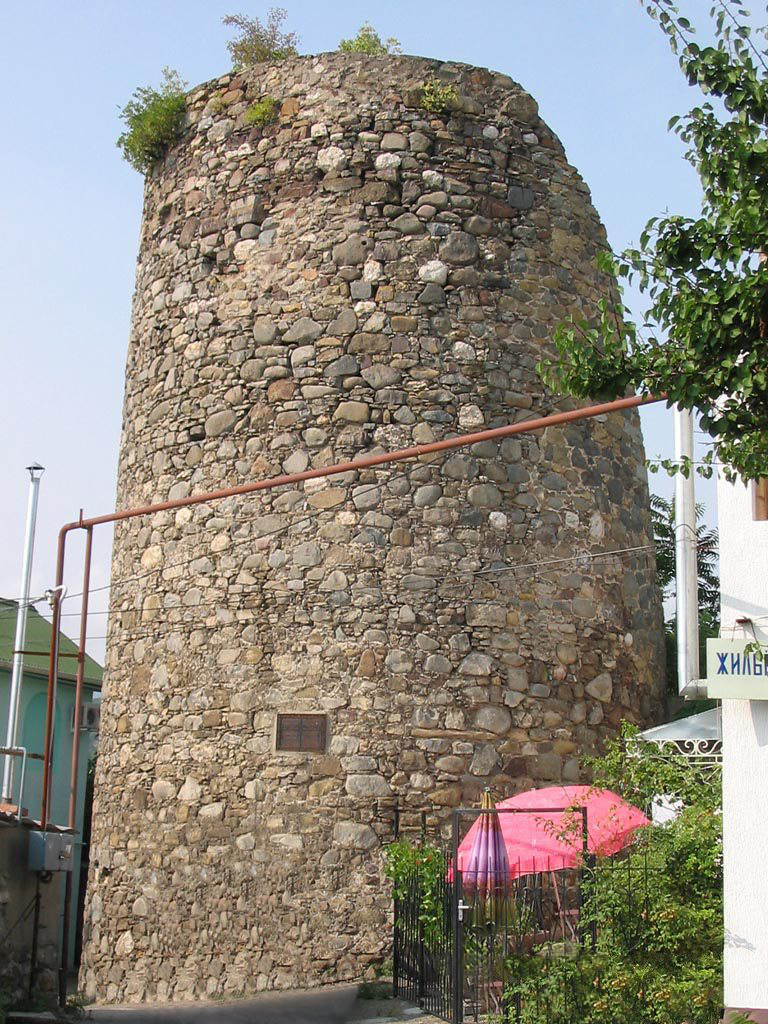
Круглая башня (Ашага-Куле) в составе археологического комплекса «Алустон»

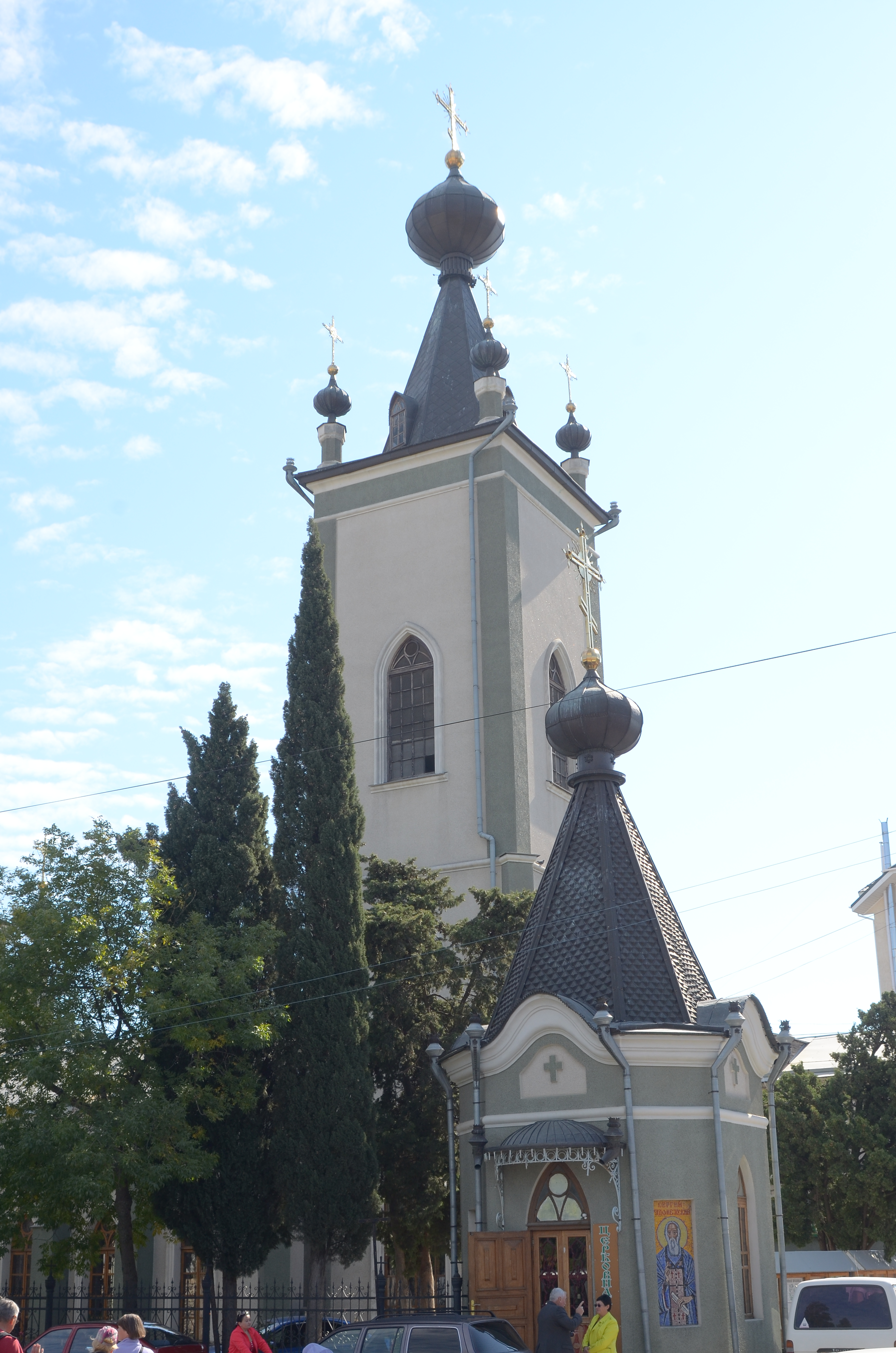
Храм во имя Всех Крымских Святых и Феодора Стратилата (1842) Архитектор Г. И. Торичелли

- Крепость Алустон (VI век)  Объект культурного наследия народов РФ федерального значения. Рег. № 911540360500006 (ЕГРОКН)
- Вилла «Отрада» купца Н. Д. Стахеева, ныне — Центр детского и юношеского творчества (бывший «Дворец пионеров»)  Объект культурного наследия народов РФ регионального значения. Рег. № 911710955590005 (ЕГРОКН)
- Дача «Голубка», ныне — Центральная городская библиотека имени С. Н. Сергеева-Ценского. Объект культурного наследия народов РФ регионального значения. Рег. № 911710955540005 (ЕГРОКН)
- Мечеть Юхары-Джами  Объект культурного наследия народов РФ регионального значения. Рег. № 911710955520005 (ЕГРОКН)
- Храм во имя всех Крымских святых и Феодора Стратилата  Объект культурного наследия народов РФ регионального значения. Рег. № 911710955460005 (ЕГРОКН)
- В городе имеются памятники А. С. Пушкину,  Объект культурного наследия народов РФ регионального значения. Рег. № 911710828810005 (ЕГРОКН), М. Горькому,  Объект культурного наследия народов РФ регионального значения. Рег. № 911710828330005 (ЕГРОКН), С. Сергееву-Ценскому  Объект культурного наследия народов РФ регионального значения. Рег. № 911710829660005 (ЕГРОКН), А. Грибоедову  Объект культурного наследия народов РФ регионального значения. Рег. № 911710828820005 (ЕГРОКН), памятные знаки в честь крымских партизан и советских воинов-освободителей. 28 августа 2022 года открыт памятник Юстиниану Великому[43]
- В городском центральном парке — могила членов правительства Советской Социалистической Республики Тавриды, расстрелянных в 1918 году. В ноябре 1940 года по проекту архитекторов К. Галиева и Я. Усейнова над братской могилой был сооружён пятигранный обелиск со звездой.  Объект культурного наследия народов РФ регионального значения. Рег. № 911710828290005 (ЕГРОКН)
- Винодельческое предприятие «Алушта».
- Алуштинский дельфинарий.
- Парк «Крым в миниатюре».

В декабре 2015 года городской суд Алушты отменил решение по ограничению этажности новостроек в исторической части города.

## Музеи
- Алуштинский историко-краеведческий музей, филиал Центрального музея Тавриды (бывшего Крымского краеведческого музея).
- Музей природы Крымского государственного заповедно-охотничьего хозяйства.
- Алуштинский литературно-мемориальный музей С. Н. Сергеева-Ценского.
- Литературный музей И. С. Шмелёва.
- Дом-музей академика архитектуры А. Н. Бекетова.
- Музей-магазин камня и самоцветов.

## Храмы города
Православные храмы города относятся к Алуштинскому благочинию Симферопольской и Крымской епархии Украинской православной церкви (Московский патриархат).
- Храм во имя всех Крымских святых и Феодора Стратилата.

Каменная однопрестольная церковь построена в 1842 году. Закрыта в 1938, службы возобновлены в 1944, снова закрыта в 1964, утрачена колокольня, здание перестроено под клуб. Восстановление начато в 1980-х, полностью завершено в 1995 году.
Часовня Инны, Пинны и Риммы Мучеников. Каменная одноглавая часовня построена в 1909 году. Разрушена в советские годы. Восстановлена в 1989 на прежнем месте.
- Храм во имя Св. Луки

Каменная одноглавая кладбищенская часовня построена в 1914 году. Закрыта в советские годы, в 1991 году безвозмездно передана УПЦ. Перестроена в церковь в 1990-х, освящена в честь Луки Крымского 11 июня 1999 года.
- Храм во имя Святых Царственных мучеников (строительство)

Двухпрестольная пятиглавая церковь строится на месте бывшей вертолётной площадки. С мая 2013 года проводятся богослужения в нижнем храме.

## Культура

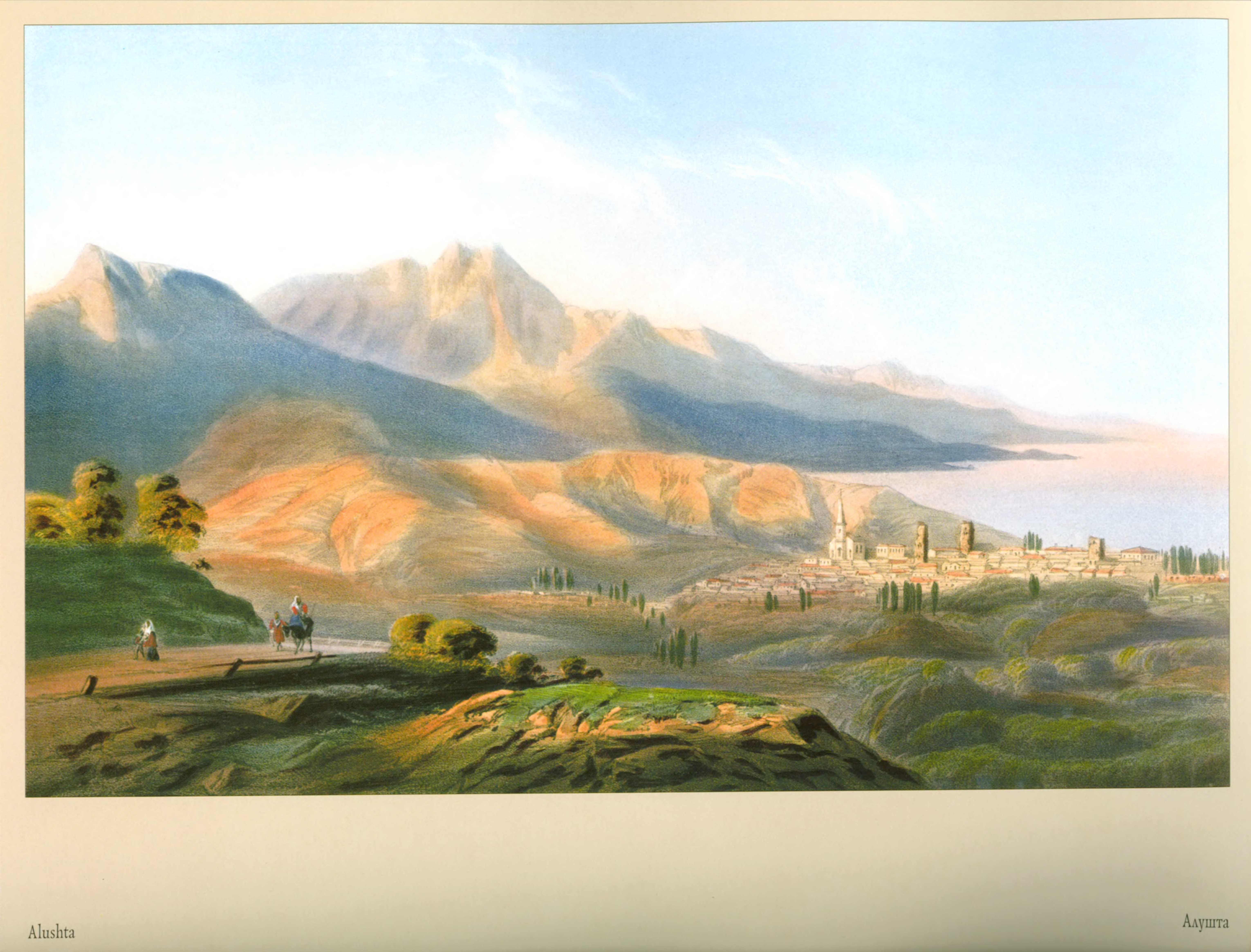
К. Боссоли. Вид Алушты

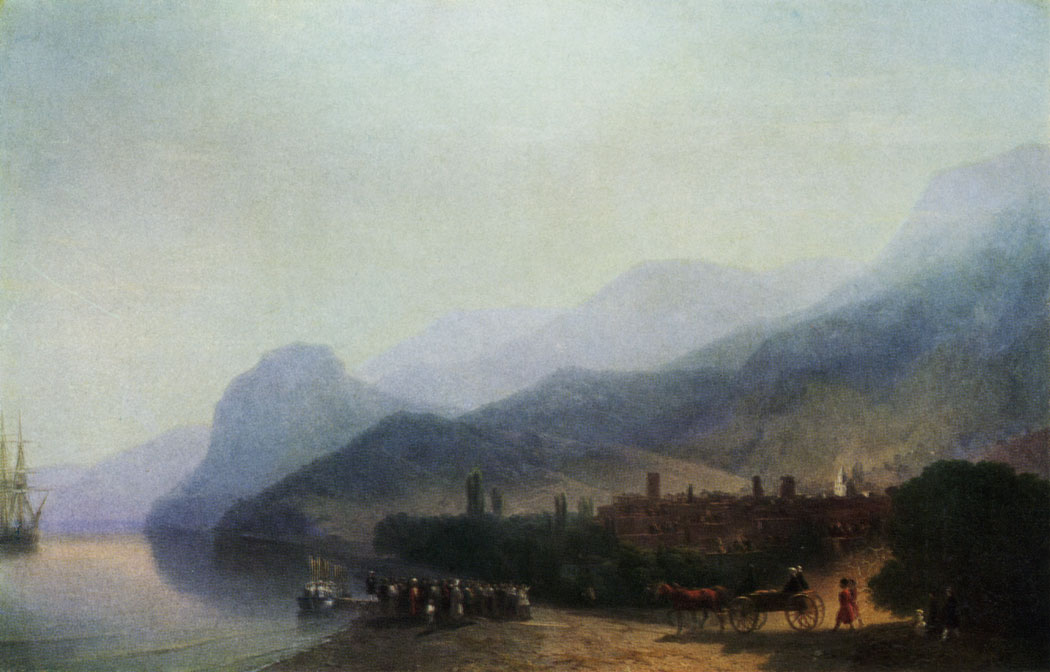
И.К Айвазовский. Алушта

### Фестивали города
- Фестиваль хореографии и оркестра «Звезды Алушты».
- Фестиваль авторской песни «Встреча с юностью».
- «Фестиваль Лаванды»

### Алушта в литературе и искусстве
- В городе и окрестностях снимался ряд кинофильмов. Список из них: «Овод» в 1952 г., «Кавказская пленница, или Новые приключения Шурика», «Поцелуй Чаниты» в 1972 г. «Спортлото-82», «Три плюс два», украинские сериалы «Тебе, настоящему», «Ангел-хранитель»
- Адам Мицкевич посвятил Алуште два «Крымских сонета» — «Алушта днём» и «Алушта ночью», в последнем есть такие романтические строки:

Чернеют гребни гор, в долинах ночь глухая,

Как будто в полусне журчат ручьи впотьмах;

Ночная песнь цветов — дыханье роз в садах —

Беззвучной музыкой плывет, благоухая.
Оригинальный текст (пол.)Ałuszta w nocy
Już góry poczerniały, w dolinach noc głucha,

Źródła szemrzą jak przez sen na łożu z bławatów,

Powietrze tchnące wonią, tą muzyką kwiatów,

Mówi do serca głosem tajemnym dla ucha.

- В Алуште помещена часть действия эпопеи Ивана Шмелёва «Солнце мёртвых».
- В честь Алушты назван минерал алуштит.
- Песня 1988 года — «Алушта» Жени Белоусова (муз. В.Дорохин; сл. Л.Воропаева)

### Культурные коллективы
- Алуштинский духовой оркестр «Алушта»
- Казачий хор Алуштинской казачьей общины Крымского казачьего Союза (МСКТ)
- Ансамбль русских народных инструментов «Крымский сувенир»
- Ансамбль скрипачей Алуштинской ДМШ
- Вокальные и хореографические коллективы ЦДЮТ

## Спорт
- «Ралли Алушта».
- Чемпионат по супермотокроссу, трасса для супермотокросса одна из лучших в стране.
- Alushta cup — серия велосипедных гонок по «Даунхил DH» «Кросс кантри XCo» «Super D».
- МотоТТрофи Алушта (недоступная ссылка — история). — ежегодное соревнование на спортивных мотоциклах.
- «Легенды Крыма» — традиционные всероссийские соревнования по спортивному ориентированию (в первой половине января).

## Галерея

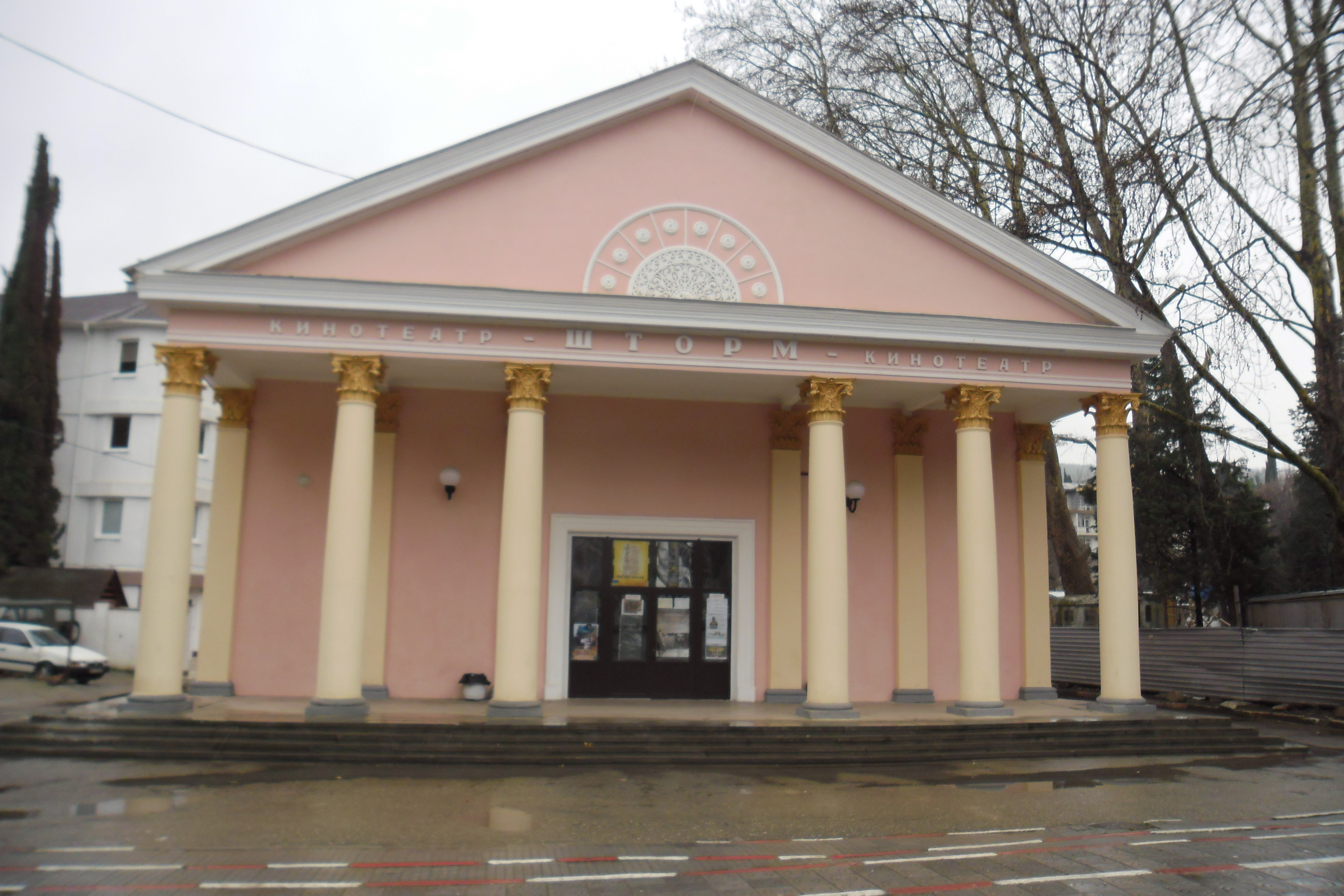
Кинотеатр «Шторм»
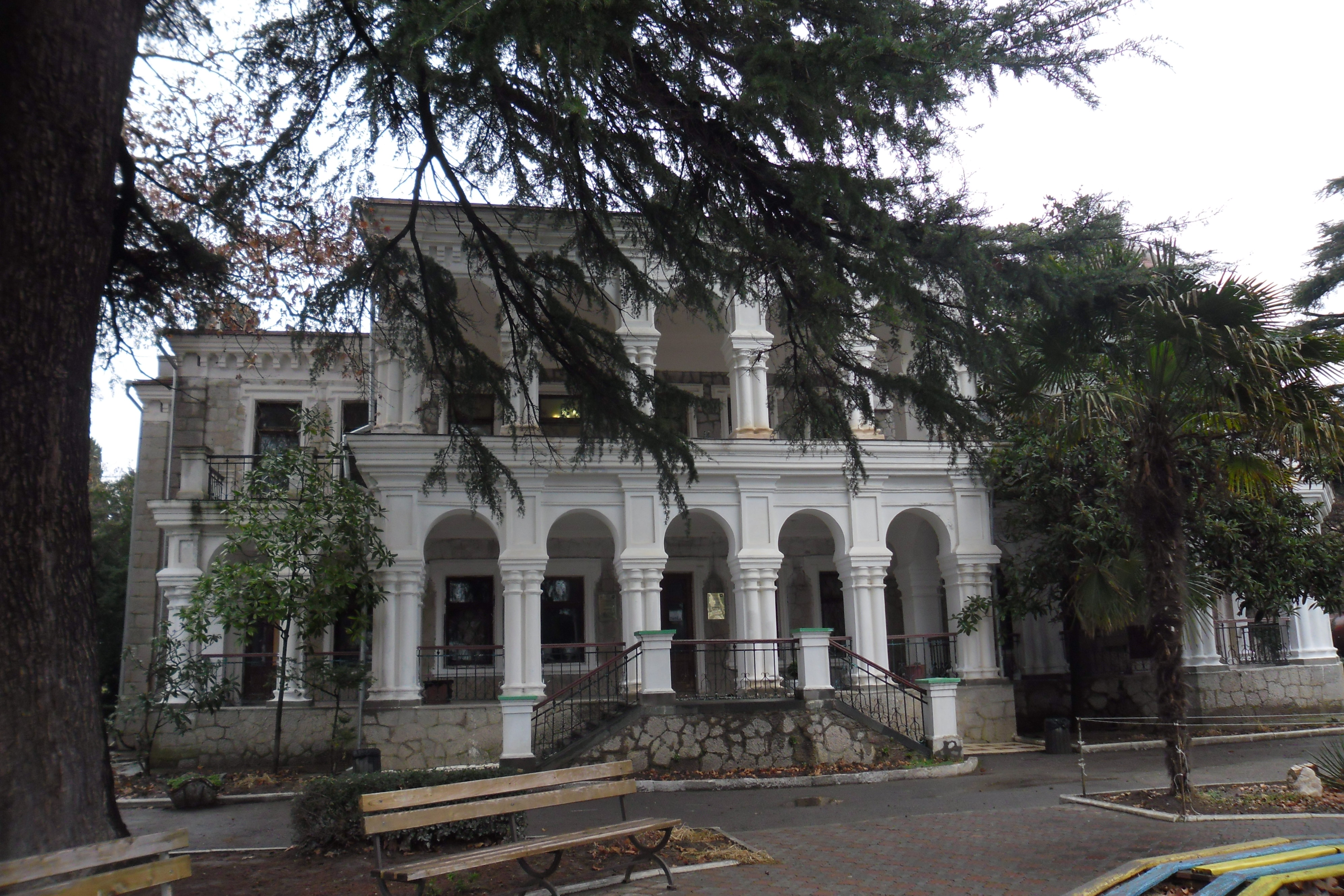
Вилла "Отрада" Н. Д. Стахеева,  Объект культурного наследия народов РФ регионального значения. Рег. № 911710955590005 (ЕГРОКН)
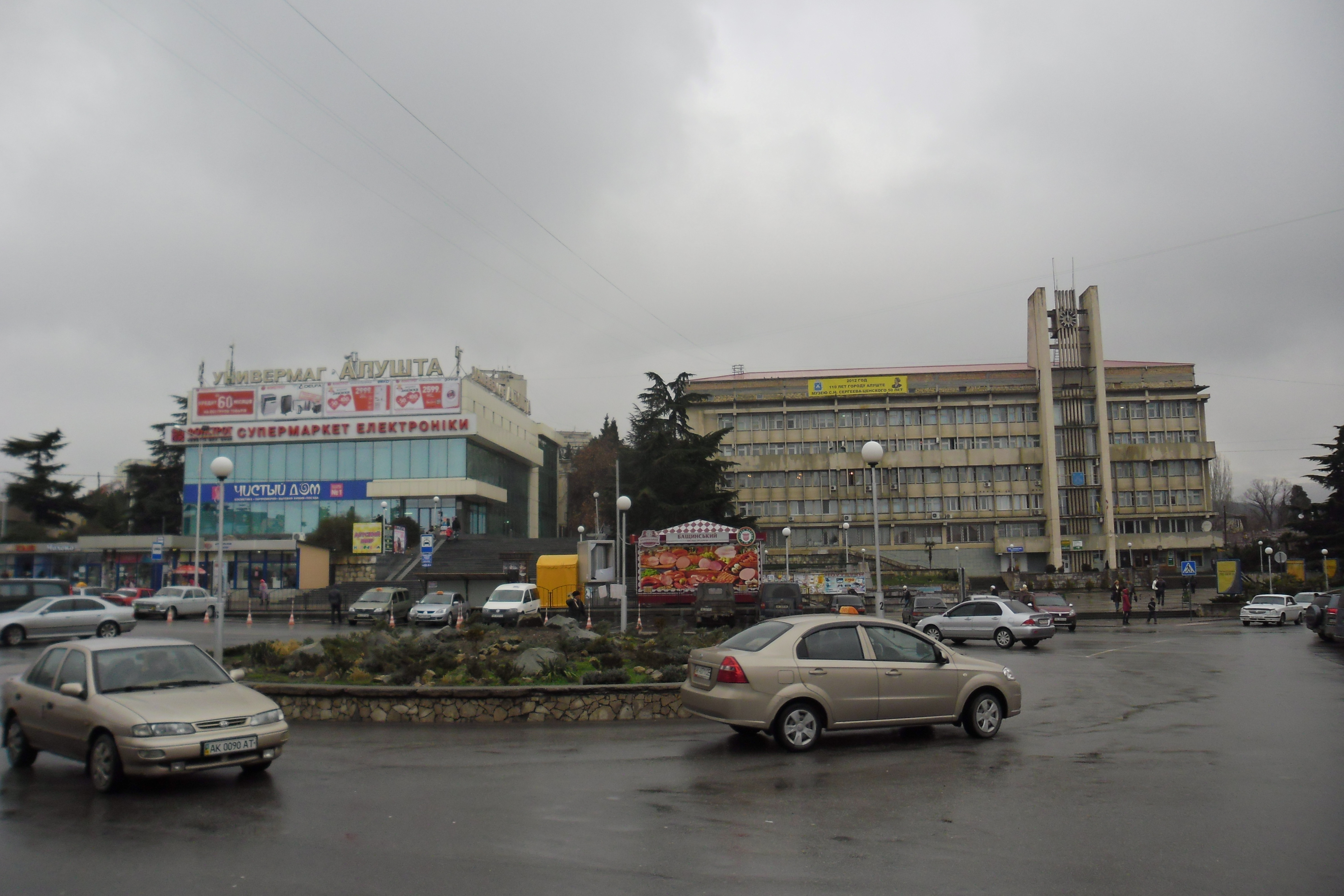
Площадь Советская, справа Алуштинский городской совет
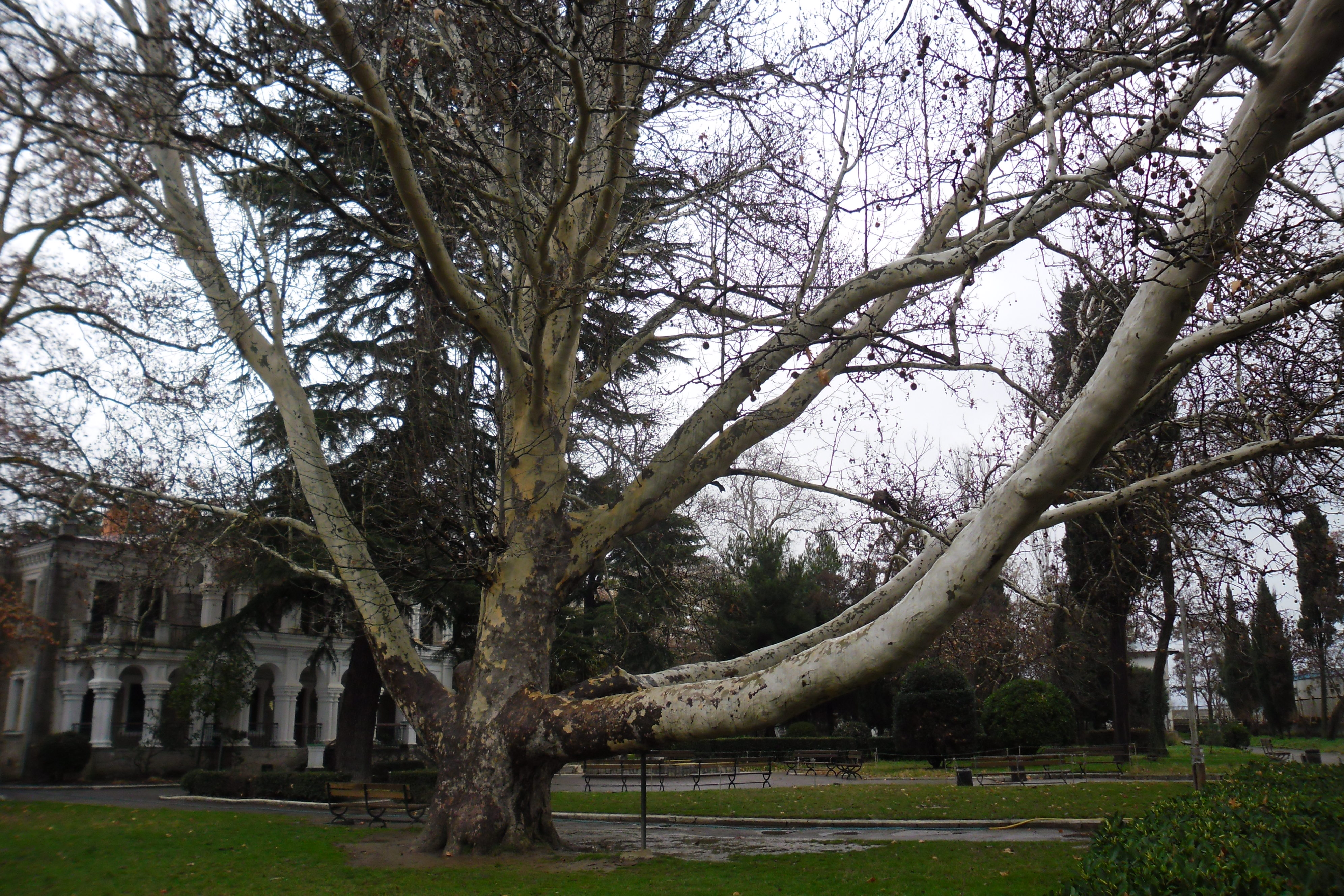
Платан "Динозавр" в парке виллы "Отрада"
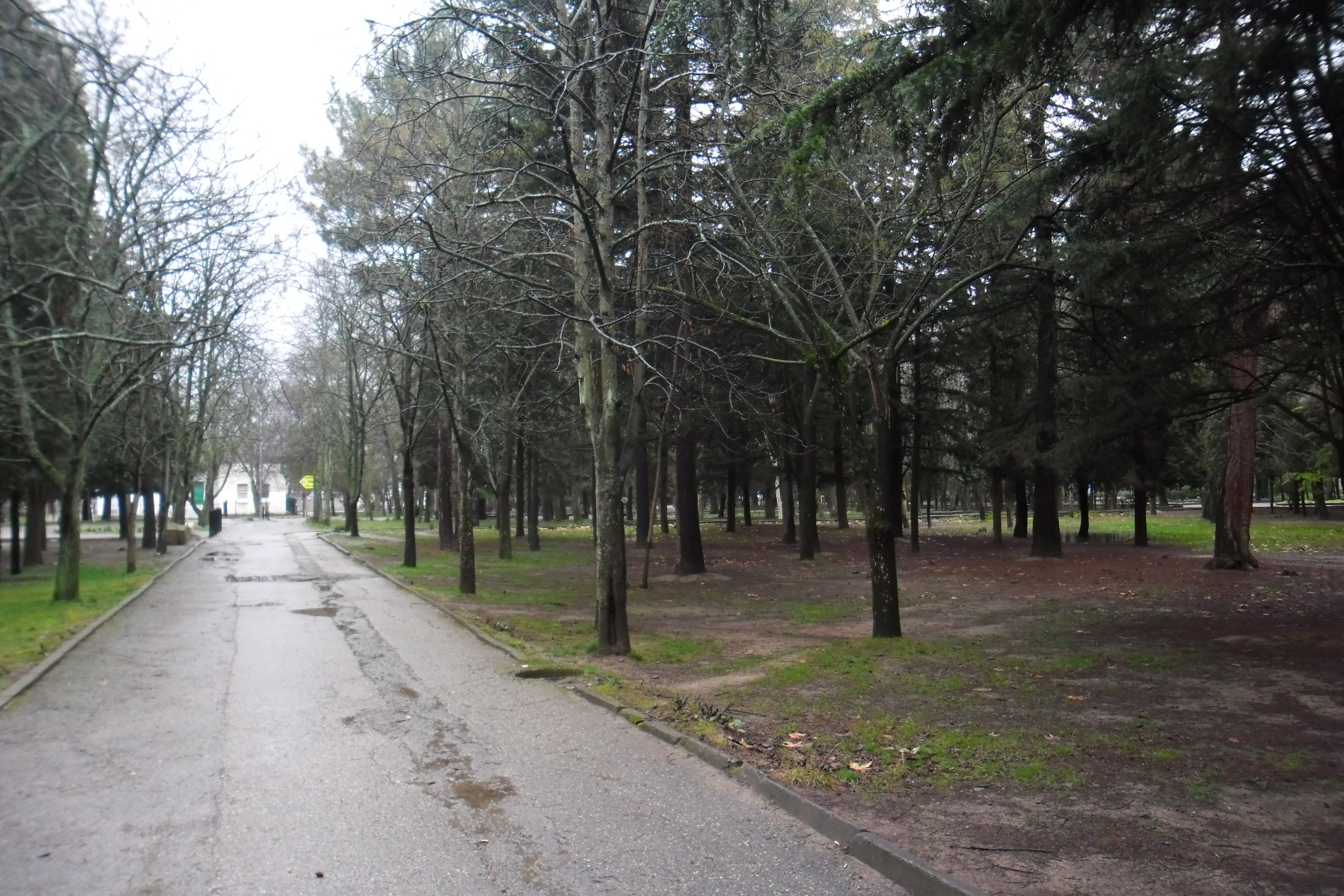
Парк Алушты
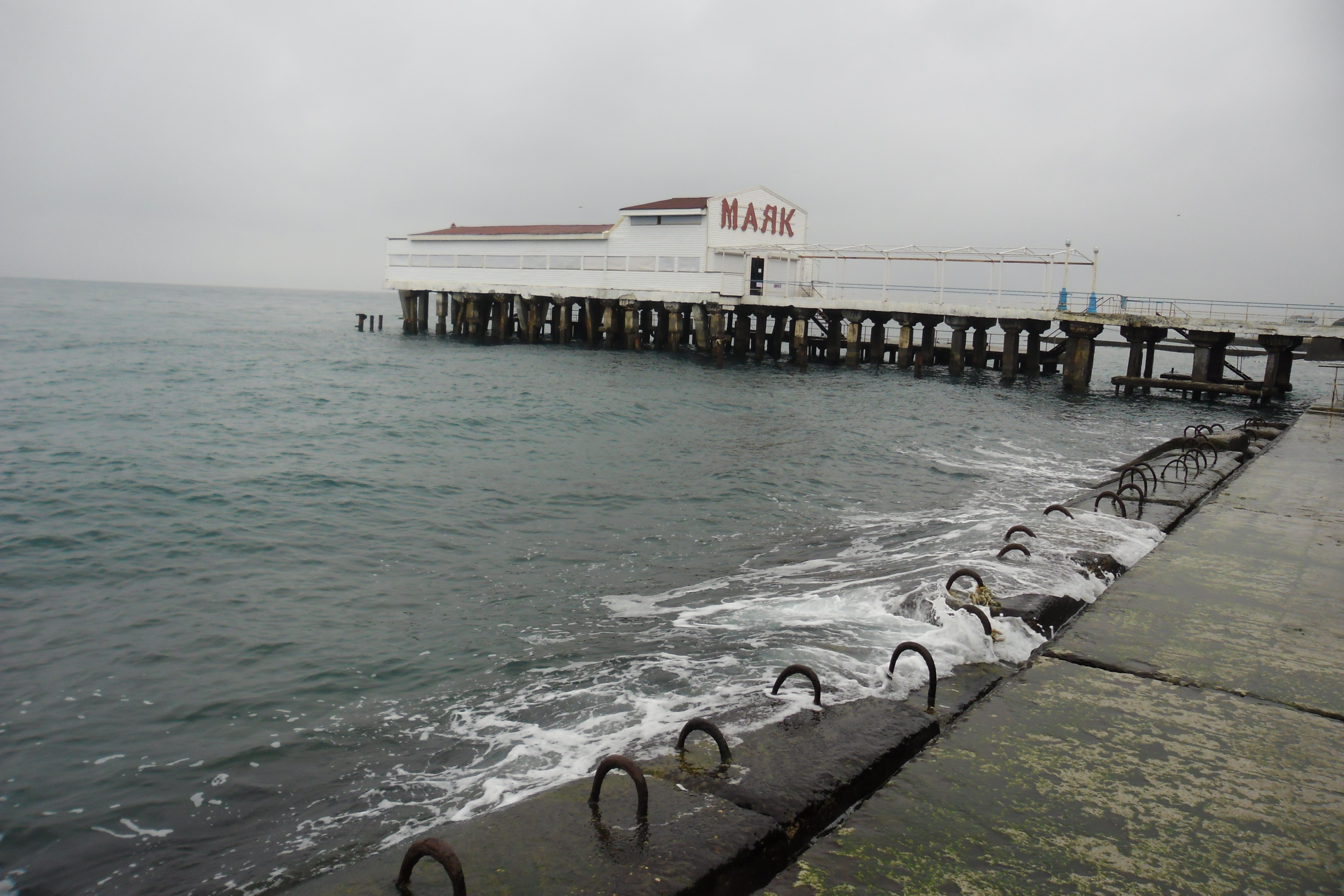
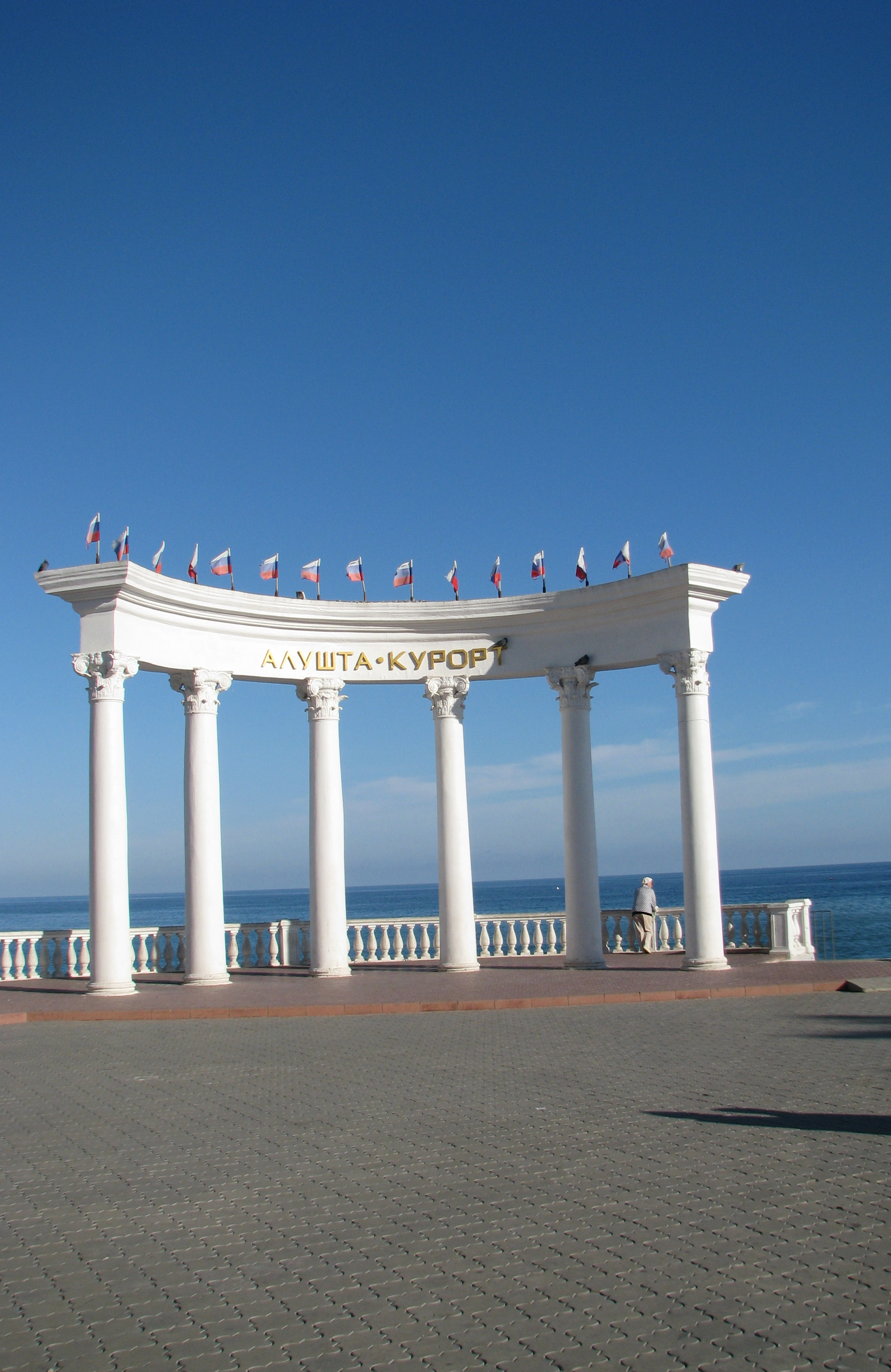
Ротонда - символ города-курорта.

## Города-побратимы
| Страна          | Город      |
| США             | Санта-Круз |
| Финляндия       | Ээнекоски  |
| Россия          | Дубна      |
| Россия          | Ангарск    |
| Италия          | Капри      |
| Армения         | Ереван     |
| Турция          | Синоп      |
| Польша          | Дзержонюв  |
| Латвия          | Юрмала     |
| Франция         | Кассис     |
| Россия/ Украина | Феодосия   |
| Россия          | Тамбов     |
| Россия          | Георгиевск |
| Украина         | Алчевск    |